# Maxwell Batista da Silva
Maxwell Batista da Silva (* 23. Oktober 1989 in Camaçari) ist ein ehemaliger brasilianischer Fußballspieler. Er wird auf der Position eines linken Außenverteidigers eingesetzt. Am Anfang seiner Karriere war er unter einer falschen Identität bekannt.

## Karriere
Maxwell startete seine Laufbahn im Nachwuchsbereich von CR Flamengo. Obwohl noch dem Jugendkader angehörend, spielte er bei Flamengo ab der Saison 2009 zeitweise im Profikader mit. Im Zuge des Gewinns des fünften Meistertitels trat er 2009 in drei Spielen an (kein Tor). Am 12. Juli 2009, dem 10. Spieltag der Saison, lief er als Einwechselspieler in der Série A auswärts gegen den FC São Paulo auf. In dem Spiel wurde er in der 77. Minute für Gonzalo Fierro eingewechselt. Es folgten zwei weitere Einsätze am 13. und 20. Spieltag, bei beiden stand er in der Anfangsformation. In der Saison 2010 kam er zu keinen Einsätzen im A-Kader mehr und wurde 2011 an den Duque de Caxias FC ausgeliehen.
Falsche Identität
Nach seiner Rückkehr zu Flamengo Anfang 2012 gestand Maxwell seit seinen Anfängen bei Flamengo mit einer falschen Identität ausgestattet gewesen zu sein. Der Talentsucher Carlos Araújo Mendes präsentierte auf dem Netzwerkdienst Orkut Talente, welcher er entdeckt hatte. Der Identität eines dieser Talente bemächtigte sich Maxwell als 2006 bei Flamengo begann. Bis zum Zeitpunkt der eigenen Offenlegung trat er an als:
Jorbison Reis dos Santos, geb. 30. Dezember 1991
Als Begründung für seine eigene Enttarnung gab er an, dass er sich taufen lassen möchte. Kurz nach Bekanntgabe kündigte er seinen Vertrag bei Flamengo, welche vom CBF am 13. Januar veröffentlicht wurde. Am 17. Januar veröffentlichte der CBF einen neuen Vertrag von Maxwell unter seinem richtigen Namen mit dem SC Corinthians Alagoano. Kurios hierbei war, dass der Vertrag am 12. Januar, dem Tag vor der Kündigung mit Flamengo, unterzeichnet wurde. Mit anderen Worten, am Tag bevor Jorbison aufhörte, im Fußball zu existieren, war Maxwell bereits geboren worden.
In der Folge begann eine Laufbahn, im Zuge derer er selten länger wie eine Nach einer Zwischenstation beim Colorado AC 2013, wechselte Maxwell 2014 zu Guaratinguetá Futebol. Die Spielzeit 2015 verbrachte Maxwell bei Ferroviária Vale do Rio Doce und für die Spiele um die Staatsmeisterschaft 2016 zum Sociedade Boca Júnior FC. Im selben Jahr noch wechselte Maxwell für die Spiele in der Série D zum CS Sergipe. Bei dem Klub blieb auch für die Spiele um die Staatsmeisterschaft 2017. Nach den Spielen um die Meisterschaft 2017 mit Murici FC in der Série D, ging er für 2018 zum EC Jacuipense. Für die Meisterschaftsrunde 2018 ging Maxwell wieder zu Sergipe. Für 2019 ging er zum Canaã EC. 2020 zum AA São Mateus und zurück zu Canaã. In die Saison 2021 startete Maxwell mit dem Amazonas FC. Im Anschluss tingelte der Spieler durch unterklassige Klubs und beendete 2023 seine aktive Laufbahn.

## Nationalmannschaft
2010 nahm Maxwell, damals noch als Jorbison, an einem Turnier der U-20 Nationalmannschaft in Uruguay.

## Erfolge
Flamengo
- Campeonato Brasileiro de Futebol: 2009